# 현봉학
현봉학(玄鳳學, 1922년 6월 23일~2007년 11월 25일)은 한국계 미국인 의사이자 교수로 한국전쟁 당시 흥남 철수 작전에서 북한을 탈출하고 싶어했던 피난민들을 에드워드 아먼드 미10군단장에게 탑승을 요청하여 14,000여 명을 미군함에 태워 살려낸 한국의 쉰들러로 불린다.

## 학력
- 1941년 함흥고등보통학교 졸업
- 1945년 세브란스의학전문학교 졸업
- 1956년 펜실베이니아 대학교 대학원 의학 석사
- 1959년 펜실베이니아 대학교 대학원 의학 박사

## 일생
함경북도 성진 욱정에서 함흥 영생고녀 교목을 지낸 현원국 목사와 한국 장로교 여전도회장을 역임한 신애균 여사 사이에서 태어나 당시 함경도의 명문 함흥고보와 세브란스 의전을 졸업했다.
해방 후 가족과 함께 38선을 넘어 월남했고, 1947년 서울 적십자병원에서 일했다. 이화여대에서 영어를 가르치던 윌리엄스 부인의 주선으로 미국 버지니아 주도 리치몬드에 있는 버지니아주립의과대학에서 유학, 2년 후 임상병리학 펠로우십을 수료했다.
1950년 3월 귀국해 세브란스 병원에서 일하다가 한국전쟁을 맞았다. 국군 해병대에서 문관으로 근무하던 중 1950년 10월 중순, 미 제10군단장 에드워드 M. 알몬드가 10군단 예하인 국군 해병대를 시찰했었을 때 당시 통역을 맡았는데 영어를 잘 한다고 곧바로 민사부 고문으로 전출되었다. 흥남 철수 작전에서 알몬드에게 북한 주민의 승선을 요청해 98,000여 명을 미군함에 태우게 해 한국판 ‘모세의 기적’으로 불렸다. 
전후 펜실베이니아 의대 장로교메디칼센터에서 레지던트를 마쳤으며, 펜실베이니아 의대에서 의학박사 학위를 받았다. 1961년부터 1962년까지 뉴저지주 플레인필드에 있는 뮐렌버그 메디칼센터의 병리전문의로 일했고, 1962년부터 1987년까지는 뮐렌버그 메디칼센터 연구소장으로 재직했다. 또 버지니아 의대, 콜럼비아 내과.외과의대, 필라델피아의 토머스 제퍼슨 의과대, 펜실베이니아 의과대 등에서 병리학 및 혈액학 교수로 재직했다. 연세대 의대 객원교수도 역임했다.
미국 임상병리학회, 국제혈액학회, 미국 병리학회 회원, 한국임상병리학회 명예회원으로 활동했다. 한국 보건부장관 고문, 미 의학회 편집위원, 미 병리학회지 편집위원을 지내며 활발하게 저술 활동을 해 한미 양국 의학계에 공헌한 인물로 평가받았다.
2007년 11월25일 오후 1시30분(현지시각) 미국 뉴저지주 뮐렌버그병원에서 노환으로 별세했다. 
문필가 피터 현과 2000년 4월과 2013년 7월의 호국인물, 2018년 3월의 6·25전쟁영웅으로 선정된 고 현시학 제독이 현봉학 박사의 동생이며, 현봉학 박사 본인도 2014년 12월, 국가보훈처의 이달의 6.25 전쟁영웅으로 선정되었다. 2016년 12월 19일 서울 세브란스 빌딩 1층에서 현봉학 선생 동상 제막식이 있었다. 
북한을 탈출한 흥남철수 피난민의 가족이었던 대한민국 19대 문재인 대통령은 축사를 통해 현봉학 박사와 유족들에게 특별한 감사의 뜻을 전하기도 하였다.

## 흥남철수 당시 피란민 구출의 영웅
영화 <국제시장>의 첫 장면에 등장하는 흥남철수 작전의 모습은 매우 감동적이다. 현봉학이 흥남철수 당시, 알몬드 장군을 설득하고 있는 장면이다.
“닥터의 말은 알아들었다. 나(알몬드 제10군단장)는 피난민 문제와 관련한 닥터의 말에 전면적으로 찬성한다. 다만 敵은 흥남 남쪽 원산으로 急進(급진)하고 있다. 지금 단계에서 무엇 하나 확약할 수는 없지만….”
흥남철수 때, 북한 피난민 98,000명을 미군 LST에 실어 남하시키기 위해 미 제10군단장 알몬드 少將을 설득했던 주인공. 그가 현봉학이다.
1950년 6월28일 서울 함락 때, 피난민 대열에 섞여들어 피난지 부산에서 해군에 입대했다. 미국 유학에서 귀국한 지 3개월, 그는 의사로서 보다도 고급 영어를 하는 통역관으로 중용되었다. 대구에서 지인의 소개로 한국 해병대의 문관으로 활동하였으며 그 이후 부대의 이동에 따라 강원도 고성에 머물다가 알몬드 10군단장을 만나 민사부 고문으로 활동하면서 흥남 철수 작전에 관여했다. 알몬드 10군 사령관에게 북한 주민의 승선을 요청해 98,000여 명을 미군함에 태우게 한 일은 뒤늦게 알려졌다.
작전 당시인 1950년 12월 23일 흥남부두는 미군과 한국군 105,000명과 피난민 90,000명으로 혼잡한 상태였다. 미국 군함과 비행기가 중공군에 폭격을 하는 동안 군함과 상선 약 200척이 흥남 철수 작전에 동원됐다. 당시 피난민이 함께 승선할 수 없는 상황이었지만 현봉학은 자신이 승선하고 있던 메러디스 빅토리호의 레너드 P. 라루 선장에게 최대한 많은 수의 피난민들을 태워 구출해 달라 간곡하게 요청했고 이에 탄복한 라루 선장은 배에 실려있던 무기를 모두 버리고 피난민을 최대한 태우라고 명령했다.
피난민들도 자신의 짐을 버리고 승선해 2,000명이 정원인 배에 모두 14,000명이 탈 수 있었다. 피난민이 승선하는 동안 미 육군 3사단은 후방을 방어하다가 3명이 죽었으며 메러디스 빅토리호는 28시간 동안 항해해서 부산항으로 이동했다. 음식과 물, 이불, 의약품이 모두 부족했으며 선원들은 옷을 벗어 여성과 아이들에게 주기도 하였고 승선한 젊은이들 중 일부는 음식을 달라며 폭동을 일으키려고도 하였다. 하루 뒤인 12월 24일 부산항에 도착했지만 이미 피난민으로 가득찼다는 이유로 입항이 거절됐다. 라루 선장은 하는 수 없이 50마일을 더 항해해서 크리스마스인 25일 거제도 장승포항에 피난민들을 하선시켰다.
이틀간의 철수 과정 중 피난민들은 극심한 추위와 굶주림에 선박 구석구석뿐 아니라 차량 밑, 장갑차 틈에서 서로의 웅크린 몸에 의지하며 버텼던 지옥같은 시간이었지만 '모세의 기적'처럼 홍해를 건너는 기적과 같은 사건이었다고도 회고한다. 이 철수 작전 이후 그는 '한국의 쉰들러'라고 불리었다. 이틀간의 항해 도중 아기 5명이 태어났다.

## 사회 활동
서재필기념재단 초대 이사장을 비롯해 안창호, 안중근, 장기려 등을 기리는 사업과 우리민족서로돕기운동 보건의료협력본부 고문을 맡았으며 윤동주의 묘를 찾아내 단장하고 '윤동주 문학상'을 제정했다.

## 수상
임상병리학 연구로 1992년 한국인으로는 처음으로 미국 임상병리학회(ASCP)가 주는 세계적 권위인 '이스라엘 데이비슨상'을 수상했고, 1996년 제1회 연세의학대상을 받았으며, 2005년 제2회 서재필 의학상을 받았다.

## 가족
- 아버지 현원국
- 어머니 신애균
- 친형 현영학(1921년 1월 6일~2004년 1월 14일, 이화여대 신학대 교수, 문리과대학 학장)
- 형수 윤보희(이화여자대학교 음악과 교수, 명예교수 역임)
- 동생 현시학(1924년 1월 3일~1989년 7월 18일, 대한민국 해군 소장, 주 이란 대사, 주 멕시코 대사)
- 동생 현순
- 동생 현웅 / 피터 현(언론인, 뉴욕 거주)
- 동생 현요한

## 저서
- 《중공의 한인들》(1984년)
- 《나에게 은퇴는 없다》(역사비평사 간, 1996년)
- 《한국의 쉰들러, 현봉학과 흥남대탈출》(1999년)